# Етел Кадервуд
Етел Кадервуд (енгл. Ethel Catherwood; Хана, Северна Дакота, 28. април 1908 — Грас Вали, Калифорнија, 26. септембар 1987) је бивша канадска атлетичарка, која се такмичила у скоку увис.
Рођена је засеоку у Северној Дакоти који се налази 3 км од канадске границе, а одрасла је у Саскатуну у канадској провинцији Саскачеван, где је тренирала бејзбол, кошарку и атлетику. Пажњу јавности привукла је 1926, када је на атлетском такмичењу у свом граду изједначила канадски рекорд у скоку увис. Етел Кадервуд је 6. септембра 1926, само месец дана после постављања најбољег резултата на свету 1,55 м (званични светски рекорди нису вођени у то време) Британке Филис Грин, поправила тај резултат на 1,58 м.
Била је члан атлетског дела Канадске репрезентације на Олимпијским играма 1928. у Амстердаму, када је женска атлетика први пут уврштена у програм олимпијских игара. Освојила је златну медаљу скоком од 1,59 метара и тако постала прва олимпијска победница у скоку увис.